# Ligue des intérêts de la défense nationale

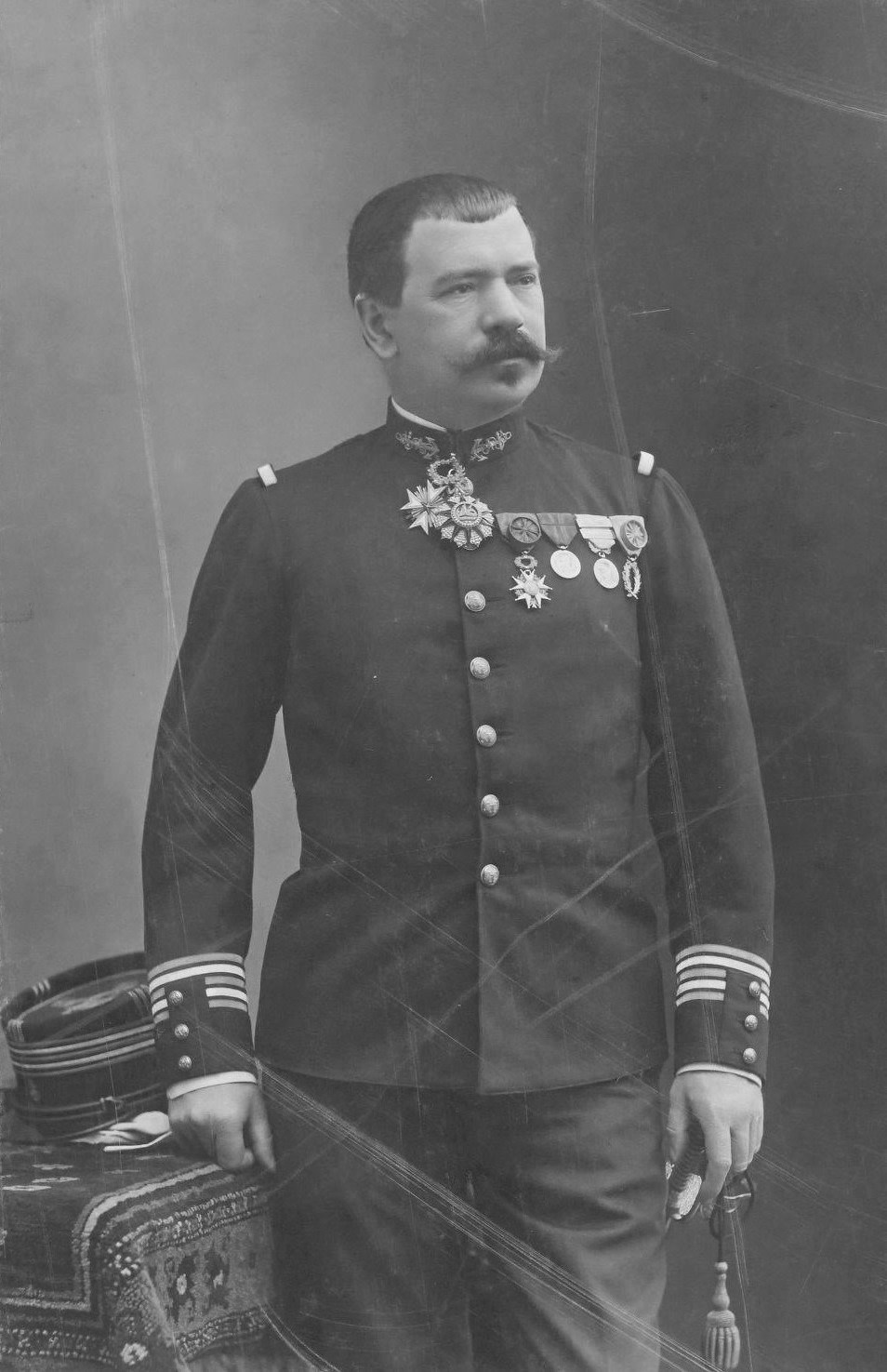
L'explorateur Monteil, délégué général de la Ligue des intérêts de la défense nationale.

La Ligue des intérêts de la défense nationale (ou Ligue de la défense nationale) est une organisation politique nationaliste, antidreyfusarde et crypto-royaliste française de la fin du XIXe siècle.

## Histoire
Dans les derniers mois de l'année 1898, l'agitation nationaliste suscitée par l'affaire Dreyfus voit la réactivation de la Ligue des patriotes (LDP) puis la création de la Ligue de la patrie française (LPF). Le 26 novembre, le colonel Monteil fonde une nouvelle formation nationaliste, la Ligue des intérêts de la défense nationale, dont il devient le délégué général, avec l'avocat Jules Cocheris pour secrétaire général et Théodore de Croissy, ancien sous-préfet royaliste et secrétaire général de l'Union des droites, pour trésorier. Dans son comité, on trouve notamment le sénateur bonapartiste Louis Le Provost de Launay ainsi que l'ex-député Edmond Turquet, ancien sous-secrétaire d’État opportuniste passé par le boulangisme puis converti au catholicisme militant et à l'antisémitisme. Le siège social de la ligue est situé au 36 de la rue de Bellechasse. Malgré son nom, elle ne semble pas avoir de lien direct avec le groupe parlementaire de la Défense nationale présidé par Georges Berry.
Résolument antidreyfusarde, la ligue verse cent francs à la souscription lancée par La Libre Parole en faveur de la veuve du colonel Henry et organise, le 12 décembre, une manifestation devant la prison du Cherche-Midi, où est incarcéré le colonel Picquart. Mais ce rassemblement ne réunit, selon la police, que 400 personnes dont une majeure partie a été « indemnisée » (ou embauchée) par Turquet. La ligue se fait donc surtout connaître en placardant un manifeste dès le lendemain. Exprimant son soutien aux chefs de l'armée « couverts d'outrages » par la campagne dreyfusarde, ce texte fait également allusion à la crise de Fachoda afin d'appeler les Français à la défense de la « patrie en détresse ». Quelques jours plus tard, le 18 décembre, une première réunion publique a lieu au siège de la Société des agriculteurs de France, rue d'Athènes : Monteil puis le royaliste Le Cour-Grandmaison y prennent la parole, de même que les antisémites Firmin Faure, Jules Guérin, Lionne et Lucien Millevoye, avant le vote d'un ordre du jour dénonçant « l'anarchie parlementaire, l'instabilité et l'impuissance des pouvoirs publics » et réclamant l'élection d'une assemblée constituante. Cette prise de position contre le parlementarisme et contre le régime de la Troisième République fait ensuite l'objet d'un second manifeste puis d'une pétition nationale. D'autres réunions ont lieu à Grenoble au mois de janvier et à la salle de la Société d'horticulture le 12 mai suivant.
Si l'appel du 13 décembre s'adresse à tous les citoyens « sans distinction de parti » et si Monteil affiche un républicanisme « de tempérament et de raison » (il s'est d'ailleurs présenté comme « républicain libéral » lors des législatives de mai), la ligue est en réalité sous l'influence des royalistes, qui souhaitent disposer d'une formation capable d'exploiter la crise politique à leur profit et de concurrencer les trop républicaines LPF et LDP. Elle est ainsi financée et contrôlée par le député Fernand de Ramel, trésorier du parti orléaniste.
Après la mort de Félix Faure, le colonel Monteil (peu échaudé par sa défaite dans le 6e arrondissement, où il a été battu par le socialiste Berthelot malgré le désistement de Charles Benoist), présente sa candidature à la présidence de la République lors de l'élection du 18 février 1899. Mais les parlementaires nationalistes dispersent leurs voix, principalement entre Jules Méline, qui s'est pourtant retiré face à Émile Loubet, et Godefroy Cavaignac. Dans ces conditions, le chef de la Ligue de la défense nationale n'obtient que 4 des 812 suffrages exprimés (soit 0,5 %).
Le 1er mars 1899, la Ligue de la défense nationale est incluse dans une série de perquisitions visant différents groupements engagés dans l'affaire. Aucune infraction à l'article 291 du code pénal (qui interdisait toute association de plus de vingt personnes) n'ayant été constatée, elle bénéficie d'un non-lieu le mois suivant. Au mois de juin, Monteil organise plusieurs réunions entre les dirigeants des principaux groupes nationalistes et monarchistes (à l'exception notable de la LPF) en vue de la constitution d'une fédération. Ces pourparlers échouent, en raison des tensions entre la LDP et ses concurrents royalistes et antisémites, mais ils permettent au gouvernement d'agiter le spectre du complot contre la République : Déroulède et d'autres meneurs nationalistes sont arrêtés le 12 août puis traduits devant la Haute Cour. Monteil n'est convoqué à ce procès qu'en tant que témoin à décharge,, mais cette répression énergique affecte tout-de-même sa ligue, qui cesse toute activité avant 1900.
Sa faible longévité et la faiblesse de ses effectifs classent la Ligue de la défense nationale parmi les groupes nationalistes marginaux et éphémères plutôt que parmi les grandes ligues de l'époque (LPF, LDP, Ligue antisémitique de Guérin, Parti républicain socialiste français).